# Pavel Jungwirth
Pavel Jungwirth (* 20. května 1966 Praha) je český fyzikální chemik a vysokoškolský pedagog. Pro období 2020–2022 se stal předsedou Učené společnosti, v níž avizoval nastolení hlavního tématu současné změny klimatu. Jako popularizátor vědy přispívá sloupky do týdeníku Respekt.

## Vzdělání a vědecká kariéra
Vystudoval obor fyzika na Matematicko-fyzikální fakultě UK v Praze se zaměřením na chemickou fyziku. Titul kandidáta věd získal za práci v oblasti výpočetní chemie.
Po sametové revoluci mu roku 1990 nabídl místo v Ústavu fyzikalní chemie Jaroslava Heyrovskeho AV ČR nový ředitel profesor Rudolf Zahradník a začal se specializovat na fyzikální chemii. Od roku 2004 pracuje jako vedoucí vědeckého týmu v Ústavu organické chemie a biochemie AV ČR. Pedagogicky také působí jako externí člen Katedry chemické fyziky a optiky na alma mater MFF UK.
Dlouhodobě pracoval v univerzitních týmech ve Spojených státech, Izraeli a Švýcarsku.
Od roku 2017 spoluorganizuje mezinárodní soutěž pro mladé vědce Dream Chemistry Award.
V oblasti základního výzkumu se zaměřuje na molekulové simulace iontů na vodných rozhraních včetně interakcí iontů s bílkovinami a membránami, chemii vodných aerosolů a strukturu a dynamiku solvatovaných elektronů, s cílem porozumění specifických iontových efektů v bílkovinách, biomembránách a ve vodních kapkách. Pavel Jungwirth změnil způsob, jak přemýšlíme o solvataci iontů a elektronů ve vodě a na vodních rozhraních, což je klíčové pro pochopení důležitých procesů v heterogenní atmosférické chemii, chemické technologii i vnitrobuněčných biologických interakcích,“ píše se mimo jiné ve zdůvodnění nominace. „Kolem přelomu tisíciletí se Pavel Jungwirth stal (na tomto poli) etablovaným lídrem ve fyzikální chemii. 

### Vědecká ocenění
- 1993 – Cena Hlávkovy nadace
- 1994 – Golda Meir Postdoctoral Fellowship
- 1996 – Cena učené společnosti
- 2001 – NATO Senior Science Fellowship
- 2001 – Schonbrunn Visiting Professor (Lady Davis Fellowship)
- 2001 – Annual Medal of the International Academy of Quantum Molecular Science
- 2002 – Prémie Otto Wichterleho
- 2008 – Spiers Memorial Award
- 2009 – titul DSc. (uděleno Akademií věd ČR)
- 2010 – Akademická prémie AV ČR
- 2016 – Za zásluhy o rozvoj chemických věd (medaile Jaroslava Heyrovského)[6]
- 2016 – Cena Neuron za celoživotní přínos vědě[7][8]

## Osobní život
Do manželství s psycholožkou Ivou Jungwirthovou se narodily čtyři děti.